# Ratusz w Bytomiu
Ratusz w Bytomiu – ratusz w Bytomiu na Rynku wzniesiony w latach 1877–1879, zniszczony w styczniu 1945 roku, historyczna siedziba władz miasta.

## Historia
Pierwotny budynek ratusza zbudowany został na początku XIV wieku. Był to kamienny bądź ceglany budynek umiejscowiony w zachodniej części Rynku, na wysokości wylotu obecnej ulicy Rzeźniczej. Od północy był obudowany budynkami mieszkalnymi. Przez następne kilka wieków nie zachowały się żadne informacje na temat ratusza.
Kolejny budynek ratusza, na temat którego zachowały się informacje, został rozebrany w 1877 roku. Był to dwupiętrowy budynek z wieżą na planie kwadratu. Na jego miejscu w latach 1877–1879 postawiono nowy budynek autorstwa Pawła Jackischa ze smuklejszą oraz cylindryczną wieżą z zegarem zwieńczoną strzelistym hełmem. Ratusz został spalony w 1945 roku przez wojska sowieckie.

## Galeria

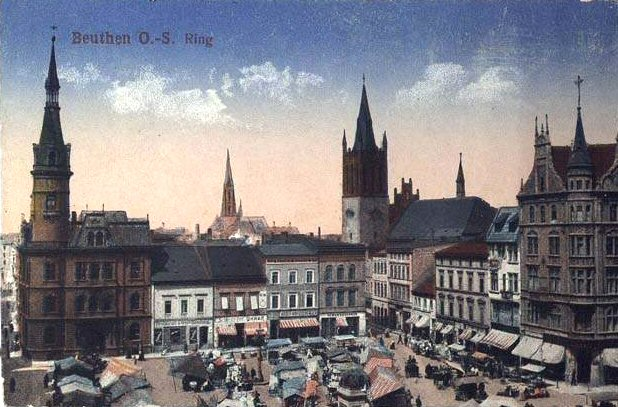
Ratusz na pocztówce
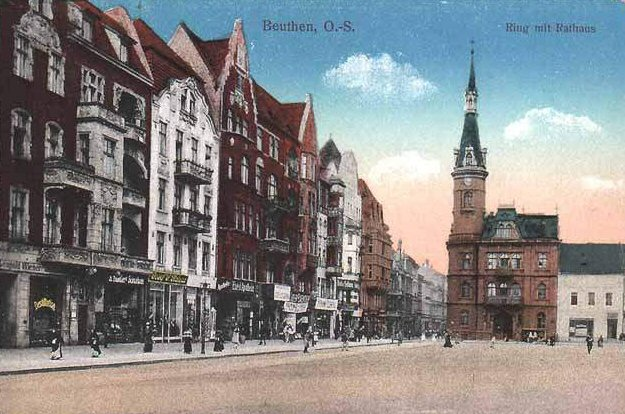
Ratusz na pocztówce
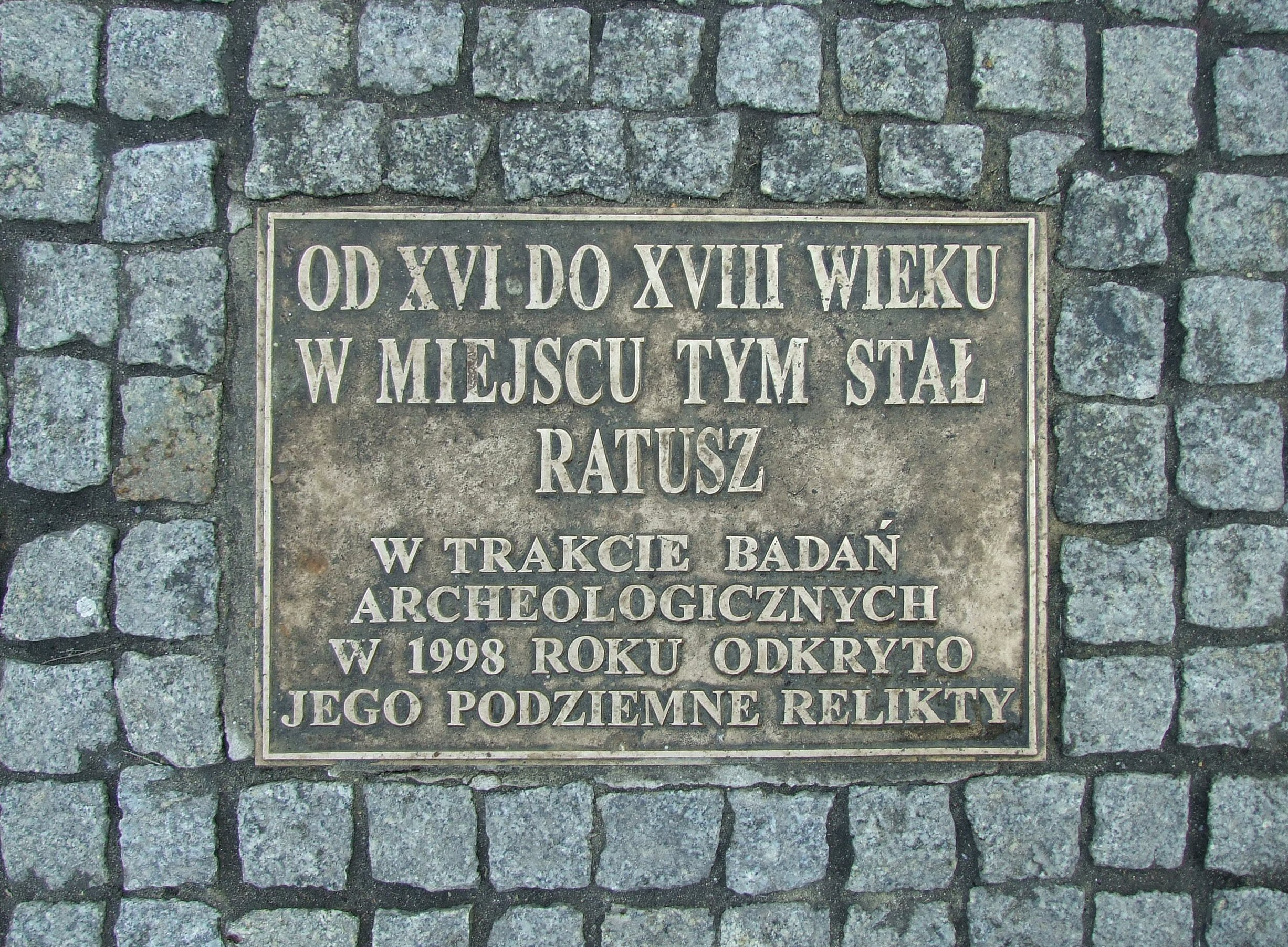
Tablica pamiątkowa
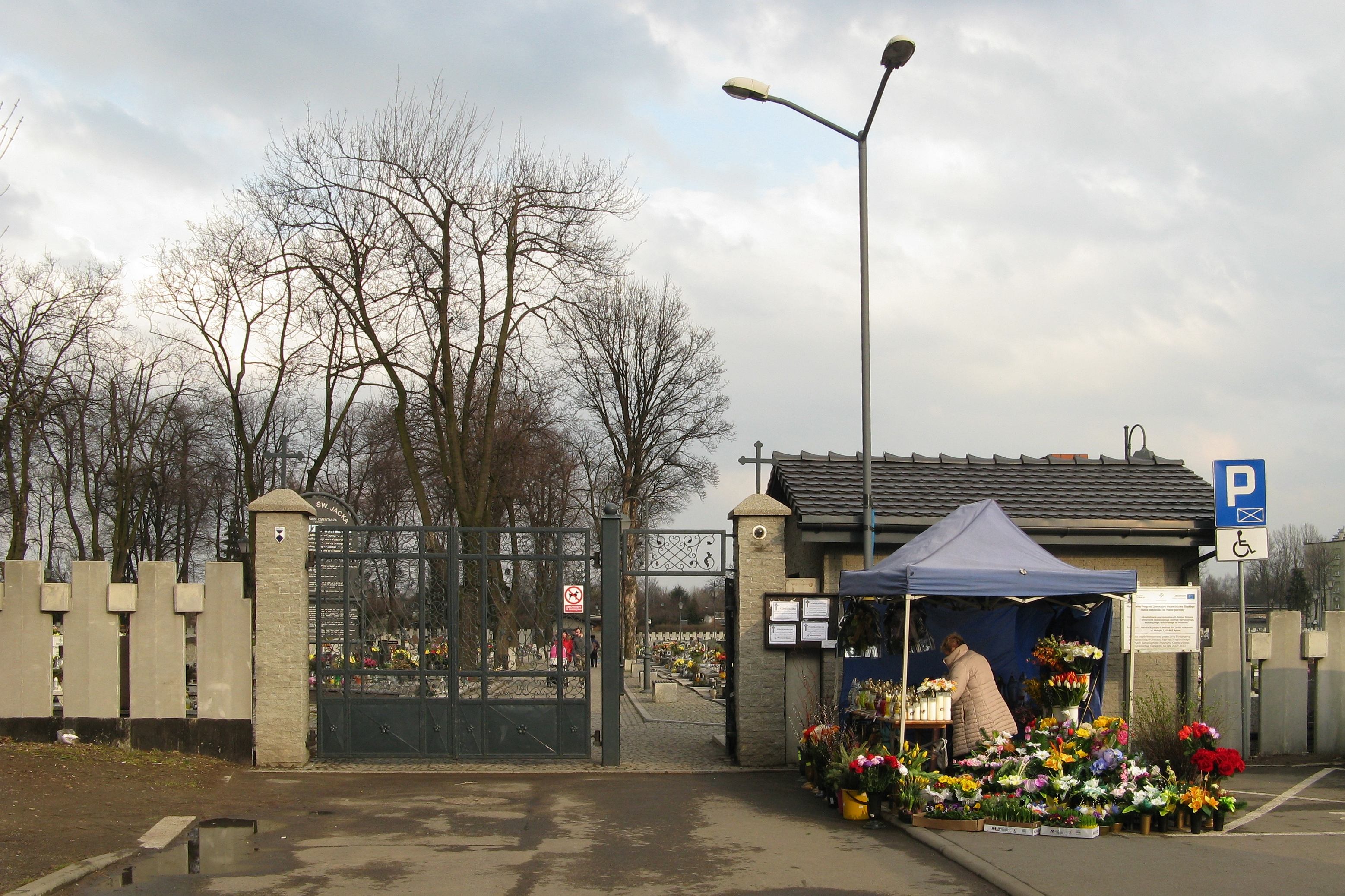
Brama z ratusza na Cmentarz Jeruzalem